# Дефонтен, Рене
Рене́ Луи́ш Дефонте́н (фр. René Louiche Desfontaines; 14 февраля 1750, село Фоссе, Бретань — 16 ноября 1833, Париж) — французский ботаник, президент Французской академии наук (1804—1805), долгое время директор сада «Jardin des Plantes».

## Биография
Родился 14 февраля 1750 года в окрестностях коммуны Трамбле (фр. Tremblay) французского региона Бретань. Начав с занятий по медицине, Рене Дефонтен изучал затем естествознание под руководством академика и ботаника Бернара де Жюссьё.
В 1783 году был избран во Французскую академию наук.
Два года работал в Алжире и Тунисе, где собрал многочисленные гербарии.
В 1786 году стал профессором ботаники в ботаническом саду «Jardin des Plantes», где сменил на кафедре ботаники профессора Луи Гийома Ле Моннье (1717—1799), возглавлявшего её с 1759 года и поддержавшего экспедицию Дефонтена в Северную Африку.
В период Французской революции Дефонтен прилагал все усилия, чтобы спасти от гибели таких ботаников, как Луи Рамон де Карбонньер (1755—1827; в 1794 году провёл семь месяцев в тюрьме, ожидая гильотины) и Шарль Луи Леритье де Брютель (1746—1800).
Директор Музея естествознания, один из основателей Института Франции, в 1804—1805 годах он был президентом Французской академии наук, также являлся академиком Парижской медицинской академии.
К концу жизни Дефонтен ослеп и, посещая оранжерею Музея, узнавал любимые растения на ощупь.
В 1833 году был избран иностранным членом Лондонского королевского общества (Британской академии наук).
Умер 16 ноября 1833 года в Париже.
Его «Элементарный курс» (Cours élémentaire; 1796) имел большую популярность (собирал до 500—600 слушателей). 
Дефонтен впервые представил органографию и физиологию растений как необходимые части ботаники.
Его крупнейшая работа «Flora Atlantica» была создана по материалам научных исследований, проведённых в Алжире и Тунисе, откуда он привёз очень большую коллекцию растений. В этой ботанической монографии была исследована большая часть Северной Африки от побережья до Атласских гор. Работа была опубликована в двух томах в 1798—1799 годах и содержала описания 1 520 видов и более 300 родов растений. Многие иллюстрации (1—261) выполнены художником Пьером-Жозефом Редуте и его младшим братом Анри-Жозефом (фр. Henri-Joseph Redouté).

## Память
В честь Дефонтена испанские ботаники Иполито Руис Лопес и Хосе Павон назвали род двудольных неотропических растений Дефонтения (Desfontainia) (1794) семейства Desfontainiaceae (иногда род помещают в семейство Логаниевые (Loganiaceae) или Columelliaceae), а французский ботаник Жак-Жюльен де Лабиллардьер назвал род растений Фонтанезия (Fontanesia) (1791).

## Основные труды
- Cours élémentaire, 1796
- Flora atlantica: sive historia plantarum quae in Atlante, agro tunetano et algeriensi crescunt (в 2 томах), 1798—1799
- Tableau de l'École de Botanique du Muséum d’Histoire Naturelle, 1804
- Choix de plantes du Corollaire des instituts de Tournefort, 1808
- Histoire des arbres et arbrisseaux qui peuvent être cultivés en…, 1809
- Catalogus plantanum horti regii Parisiensis, 1829
- Voyages dans les régences de Tunis et d’Alger (совместно с фр. Жаном-Андре Пессоннелем[фр.]), 1838